# Liste der Monuments historiques in Caudan
Die Liste der Monuments historiques in Caudan führt die Monuments historiques in der französischen Gemeinde Caudan auf.

## Liste der Bauwerke
| Bezeichnung                  | Beschreibung | Standort                    | Kennzeichnung | Schutzstatus | Datum | Bild |
| ---------------------------- | ------------ | --------------------------- | ------------- | ------------ | ----- | ---- |
| Kapelle Notre-Dame           |              | Trescouët (Lage)            | PA00091144    | Inscrit      | 1925  |      |
| Kapelle Notre-Dame-de-Vérité |              | Nelhouët (Lage)             | PA00091145    | Inscrit      | 1934  |      |
| Schloss Bois-Joly            |              | (Lage)                      | PA56000066    | Inscrit      | 2007  |      |
| Kreuz von Scouhel            |              | Rue de la Libération (Lage) | PA00091146    | Inscrit      | 1928  |      |
| Dolmen von Nelhouët          |              | Nelhouët (Lage)             | PA00091147    | Classé       | 1978  |      |
| Brunnen                      |              | Trescoët (Lage)             | PA00091148    | Inscrit      | 1935  |      |

## Liste der Objekte
- Monuments historiques (Objekte) Caudan in der Base Palissy des französischen Kultusministeriums